# Gizmo5
Gizmo5 (precedentemente noto come Gizmo Project) è stato un programma gratuito per personal computer (freeware) che permetteva di telefonare attraverso la rete (VoIP: Voice over IP), in modo simile a quanto avviene per Skype. Impiegando un PC ed una connessione ADSL, un programma VoIP permette di telefonare attraverso la banda larga e di avere un'altra "linea" oltre quella tradizionale. Il 12 novembre 2009 Gizmo5 è stato acquistato da Google. Il 4 marzo 2011 Google ha annunciato l'interruzione del servizio a partire dal 3 aprile 2011.

## Funzionalità del programma
Oltre alla già citata possibilità di effettuare telefonate VOIP da una postazione PC verso un'altra attraverso internet, nel software è integrata una funzionalità di messaggistica istantanea (instant messenger) che consente di chattare, con non solo gli utenti Gizmo5, ma anche con i famosi MSN Messenger, AIM, Yahoo! Messenger, Google Talk; eseguire conferenze-voce multiple e gestire VoiceMail, ovvero una casella vocale (simile ad una Segreteria telefonica).
Inoltre è possibile effettuare telefonate da computer anche verso numeri di telefonia fissa in modo completamente gratuito ed in vari Paesi del Mondo; per poter godere di questa favolosa funzionalità, tuttavia, è necessario che il numero chiamato sia associato ad un utente di Gizmo5.
Ogni utente può, infatti, inserire il proprio riferimento telefonico al momento della registrazione a Gizmo5, e, così facendo, potrà essere chiamato in modo gratuito da altri utenti Gizmo5. 
In definitiva, per poter utilizzare questa funzionalità, è necessario che siano registrate in Gizmo5, con i loro recapiti telefonici fissi, anche le persone alle quali desideriamo telefonare.

## Versioni
È disponibile per Windows, Mac e Linux, ed è presente altresì una versione per il Nokia 770, che integra funzionalità molto avanzate (Gizmo5).

## Differenze con Skype
- La VoiceMail è gratuita
- Le tariffe sono meno convenienti verso i cellulari:

Skype
Telefoni Fissi: 2 centesimi al minuto
Cellulari: 28,7 centesimi al minuto
Gizmo5
Telefoni fissi: 2 centesimi al minuto
Cellulari: 32,3 centesimi al minuto